# Bugatti Tipo 46
La Tipo 46 era un'autovettura di lusso prodotta dalla Casa francese Bugatti tra il 1929 ed il 1936.

## Profilo e storia
Presentata per la prima volta al Salone di Parigi del 1929, la Tipo 46 fu il modello che sancì definitivamente il debutto della casa di Molsheim nel settore delle vetture di lusso. In realtà vi era stata già tre anni prima la presentazione della mitica Tipo 41, che però era talmente esagerata in tutto da non poter essere definita semplicemente lussuosa, oltre al fatto che la sua produzione fu talmente esigua (solo sei esemplari in tutto) da non poter essere definita neppure una vettura di serie.

### Caratteristiche
La Tipo 46 era caratterizzata da una struttura di base tutto sommato tradizionale, in quanto nasceva su di un telaio separato a longheroni e traverse in acciaio da 3,5 metri di interasse. Il comparto sospensioni era affidato al solito avantreno a balestre semiellittiche e al consueto retrotreno a quarti di ellisse. Tale schema, già ampiamente consolidato ed utilizzato nella produzione Bugatti d'anteguerra, venne riconfermato anche nei modelli successivi, anche in quei pochi anni, dopo la fine della Seconda Guerra Mondiale, in cui la Bugatti riuscì a rimanere in piedi prima di sprofondare nell'oblìo per diversi decenni. Tornando alla Tipo 46, essa era dotata inoltre del classico impianto frenante a quattro tamburi con comando a cavo. Il "cuore" della Tipo 46 era un grosso motore ad 8 cilindri in linea da 5359 cm3. Cilindrata a parte, una delle principali caratteristiche di questo motore era il fatto di possedere una corsa molto lunga (130 mm) rispetto agli 81 mm dell'alesaggio. Tale caratteristica consentì di privilegiare in maniera assai notevole l'erogazione di coppia motrice, per cui tale motore riusciva a garantire una notevole elasticità di marcia, un funzionamento assai morbido ed un conseguente confort di marcia di alto livello. Questo motore era inoltre caratterizzato dalla distribuzione a doppio asse a camme in testa con testata a tre valvole per cilindro e da un albero a gomiti su 9 supporti di banco per ridurre al minimo eventuali vibrazioni dello stesso durante la sua rotazione. La potenza massima erogata da tale propulsore era di 140 CV a 3500 giri/min. Il cambio era invece di tipo manuale a 3 marce. Grazie a queste caratteristiche, la Tipo 46 raggiungeva una velocità massima di 140 km/h.

### Evoluzione: la nascita dellaTipo 46S
La carriera commerciale della Tipo 46 conobbe un vero e proprio avvio solo a partire dall'inizio del 1930: numerose furono le carrozzerie rese disponibili dalla casa di Molsheim, anche se non furono pochi i fortunati acquirenti che preferirono affidarsi a carrozzieri esterni, secondo la moda di quel periodo. Per esempio, nel 1930, della Tipo 46 venne realizzata anche una versione cabriolet speciale denominata Faux da parte del carrozziere francese Gaston Grummer. Fu iscritta al concorso d'eleganza di Nizza, dove vinse il Trophee International de l'Elegance Feminine. Nello stesso anno, la carrozzeria olandese Veth & Zoon realizzò una seconda versione della Faux Cabriolet su richiesta di un ricco committente dei Paesi Bassi.
Per dare un'idea dell'esclusività della Tipo 46, basti pemsare che il costo del solo autotelaio nudo nel 1930 era di 100.800 franchi, oltre il doppio del telaio di una ben più modesta Tipo 40 con motore da 1,5 litri. Grazie a queste sue esclusive caratteristiche, la Tipo 46 si guadagnò l'appellativo di "Petite Royale".
Sempre nel 1930, mentre il telaio della Tipo 46 venne proposto anche a passo ridotto come base per la Tipo 50, venne introdotta anche la Tipo 46S, ossia la versione sovralimentata mediante compressore volumetrico, grazie al quale la potenza massima lievitò fino a 160 CV e la velocità massima raggiunse i 152 km/h. Anche per questa versione furono molte le carrozzerie disponibili e anche spesso ci si rivolgeva a carrozzieri esterni. Nel 1931 il carrozziere svizzero Reinboldt & Christie costruì una versione cabriolet della Tipo 46S. Nel medesimo periodo, la carrozzeria francese Ottin ne costruì un esemplare in configurazione roadster, mentre l'inglese Freestone & Webb preparò una versione berlina su commissione di Victor Rotschild.
Con queste caratteristiche, la gamma della Tipo 46, composta così da due soli modelli, venne proposta in listino fino al 1936, anno in cui venne pensionata definitivamente per lasciare il posto alla Tipo 57, lanciata già due anni prima.

### Galleria fotografica
| Tipo 46 Berlina Million & Guiet | Tipo 46 Limousine | Tipo 46 Coupé | Tipo 46 Roadster | Tipo 46 Cabriolet Letourneur et Marchand | Tipo 46S Berlina | Tipo 46S Cabriolet |
| ------------------------------- | ----------------- | ------------- | ---------------- | ---------------------------------------- | ---------------- | ------------------ |
|                                 |                   |               |                  |                                          |                  |                    |